# China Open 2006
Il China Open 2006 è stato un torneo di tennis giocato sul cemento. 
È stata l'8ª edizione del torneo maschile, che fa parte della categoria International Series 
nell'ambito dell'ATP Tour 2006, e la 10ª di quello femminile che fa parte della categoria Tier II nell'ambito del WTA Tour 2006. 
Il torneo si è giocato al Beijing Tennis Center di Pechino, in Cina, dall'11 al 25 settembre 2006.

## Campioni

### Singolare maschile
Marcos Baghdatis ha battuto in finale  Mario Ančić con il punteggio di 6–4, 6–0

### Singolare femminile
Svetlana Kuznecova ha battuto in finale  Amélie Mauresmo con il punteggio di 6–4, 6–0

### Doppio maschile
Mario Ančić /  Mahesh Bhupathi hanno battuto in finale  Michael Berrer /  Kenneth Carlsen con il punteggio di 6–4, 6–3

### Doppio femminile
Virginia Ruano Pascual /  Paola Suárez hanno battuto in finale  Anna Čakvetadze /  Elena Vesnina con il punteggio di 6–2, 6–4